# Croton xalapensis
Croton xalapensis är en törelväxtart som beskrevs av Carl Sigismund Kunth. Croton xalapensis ingår i släktet Croton och familjen törelväxter. Inga underarter finns listade i Catalogue of Life.